# Joseph Canteloube
Joseph Marie Canteloube (21. oktober 1879 – 4. november 1957 i Frankrig). Stor kender og indsamler af fransk folkemusik, hvilket kom tydeligt frem i hans egen musik f.eks i hans meget spillede Chants d'Auvergne.